# Stephanie Garcia
Stephanie Garcia (ur. 3 maja 1988) – amerykańska lekkoatletka specjalizująca się w biegach długodystansowych.
W 2010 zdobyła srebrny medal młodzieżowych mistrzostw NACAC. Dziewiąta zawodniczka światowego czempionatu w Pekinie (2015).
Medalistka mistrzostw Stanów Zjednoczonych. Stawała na podium czempionatu NCAA.
Rekord życiowy w biegu na 3000 metrów z przeszkodami: 9:19,48 (27 sierpnia 2016, Saint-Denis).

## Osiągnięcia
| Rok  | Impreza                       | Miejsce | Konkurencja                        | Lokata     | Wynik    |
| ---- | ----------------------------- | ------- | ---------------------------------- | ---------- | -------- |
| 2010 | Młodzieżowe mistrzostwa NACAC | Miramar | bieg na 3000 metrów z przeszkodami | 2. miejsce | 10:20,50 |
| 2011 | Mistrzostwa świata            | Daegu   | bieg na 3000 metrów z przeszkodami | eliminacje | 9:53,47  |
| 2015 | Mistrzostwa świata            | Pekin   | bieg na 3000 metrów z przeszkodami | 9. miejsce | 9:31,06  |